# DR-Baureihe E 77
Die Baureihe E 77 ist eine 1923 von der Deutschen Reichsbahn (DR) bestellte Baureihe von Elektrolokomotiven, die ab 1924 in Dienst gestellt wurde. Die 56 Exemplare waren für die Strecken im Raum Halle (Saale)–Leipzig und für die süddeutschen Strecken bestimmt.

## Vorkriegszeit
Die E 77 war im ersten Typenprogramm der DR als leichte Mehrzwecklokomotive vorgesehen. Das Betriebsprogramm sah folgende Beförderungsleistungen vor:
- Güterzüge mit 1800 Tonnen auf 3 Promille mit 30 km/h,
- Personenzüge mit 500 Tonnen auf 3 Promille mit 60 km/h,
- Personenzüge mit 500 Tonnen auf 10 Promille mit 50 km/h und
- Güterzüge mit 850 Tonnen auf 10 Promille mit 25 km/h. Später wurde sie vor allem vor Güterzügen eingesetzt. Die Maschinen wurden von BMAG, Krauss sowie LHW ausgeliefert und ursprünglich noch unter den Länderbahnbezeichnungen EG 3 mit den Nummern 22 001 bis 031 (bayer.) bzw. EG 701 bis 725 (preuß.) geführt. Die BMS lieferte den elektrischen Teil. Ursprünglich waren von der Baureihe 37 Exemplare geplant, 19 Maschinen wurden nachbestellt. Die Bestellung von sechs weiteren Lokomotiven hatte man storniert.[1]

Im Betrieb bewährten sich die E 77 nur bedingt. Im Gegensatz zu den nach denselben Konstruktionsprinzipien aufgebauten E 91 hatten die E 77 schlechtere Laufeigenschaften, besonders oberhalb von 55 km/h. Die Nachfolgebauart E 75 wurde deshalb als Einrahmenlokomotiven ausgeführt.
Den E 77 wurden schlechte Laufeigenschaften im oberen Geschwindigkeitsbereich nachgesagt, mechanische Verbindungselemente zwischen den Triebgestellen brachen häufig, die Rahmen der Triebgestelle schienen zu schwach ausgelegt zu sein und ausgelaufenes Transformatorenöl entzündete häufig die Holzfußböden der Lokomotive. Es gab häufiger Probleme durch die vielen beweglichen elektrischen Leitungen. Änderungen am Laufwerk änderten an dieser Situation nichts. Die ursprünglich wie bei den E 91 fest im Rahmen gelagerten Endachsen wurden seitenverschiebbar, was zu einem kürzeren festen Achsstand führte. Bei der Ursachenforschung für den schlechten Fahrzeuglauf fielen gegenüber den E 91 außer der höheren Geschwindigkeit noch die Ausrüstung der Lokomotive mit nur einem Fahrmotor je Triebgestell auf, was einen höheren Schwerpunkt der Lokomotive bedingt. Möglicherweise hatte man mit den E 77 die Geschwindigkeit überschritten, wo eine derartige Gelenklokomotive mit kurzen geführten Längen automatisch in das Schlingern gerät. Diese Geschwindigkeit erreichten die E 91 nie. Während des Zweiten Weltkrieges gelangten alle Maschinen im Austausch gegen Lokomotiven der Baureihe E 75 in die Reichsbahndirektionen Halle und Hannover.

## Nachkriegszeit

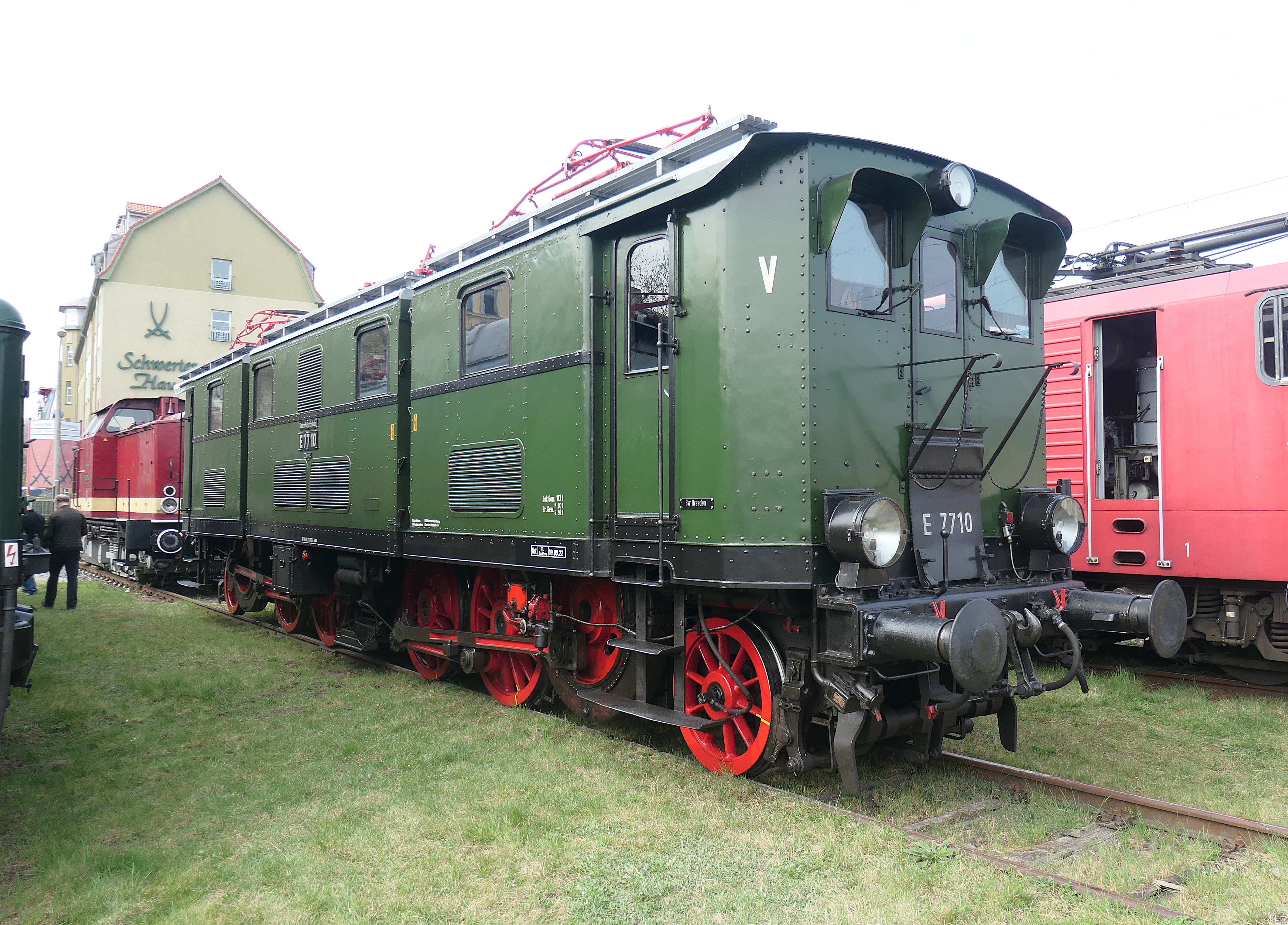
Die museal aufgearbeitete 100-jährige E 77.10 2025 zum Dampflokfest Dresden

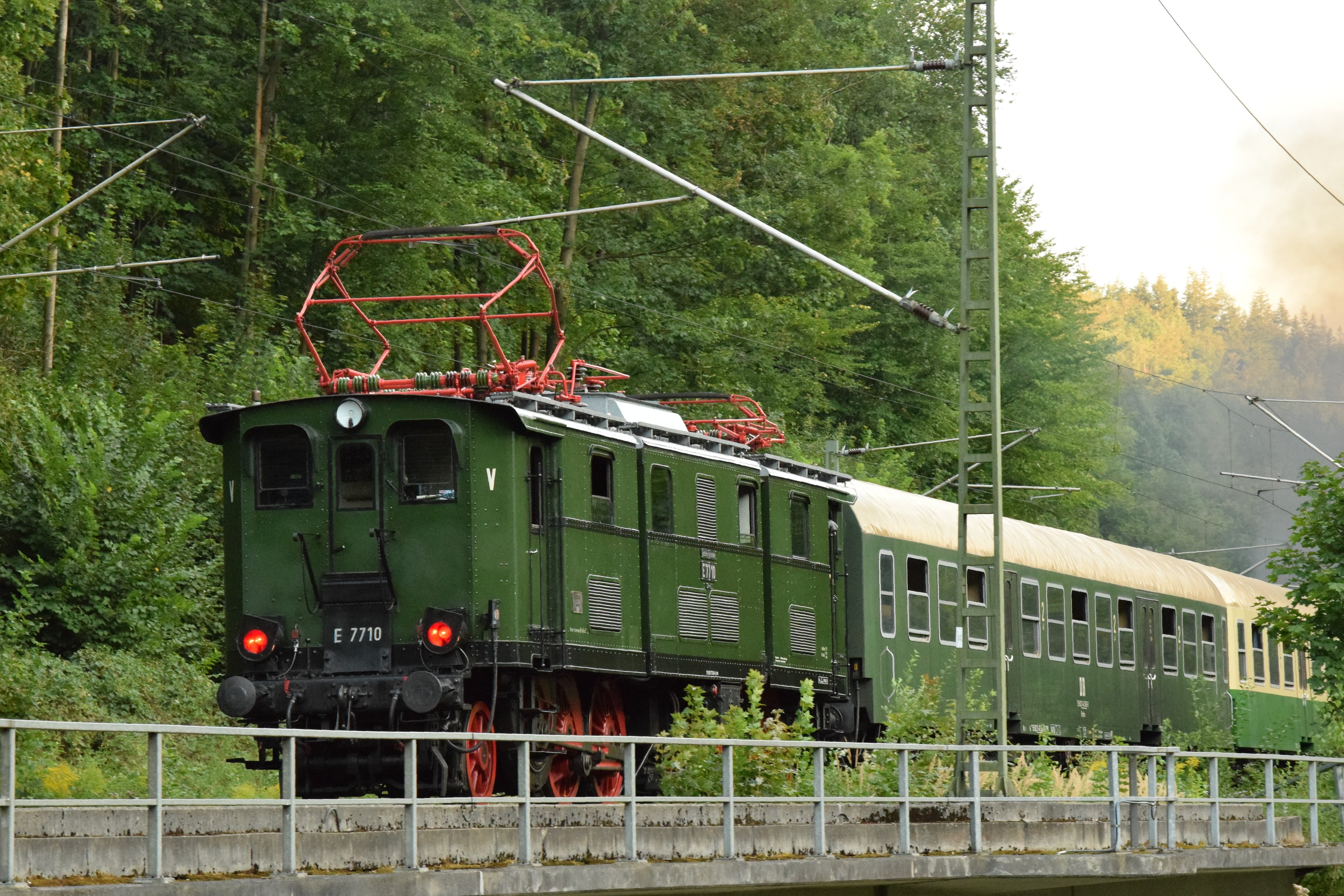
Schiebelok Ausfahrt Bahnhof Tharandt (17. August 2024)

Am Ende des Zweiten Weltkrieges waren noch 53 Lokomotiven vorhanden. 42 davon, sowie Teile der schadhaft abgestellten Lokomotiven E 77 02, 09, 19, 28, 56, 67, 71 und 73 wurden als Reparationsleistung an die Sowjetunion abgegeben. Die E 77 06 und 51 waren so schwer beschädigt, dass ihre Zerlegung in Leipzig 1947/48 genehmigt wurde. Die E 77 64 blieb kriegsbeschädigt und ausgemustert im Netz der späteren DB stehen. 1960 fotografierte Dieter Bäzold in Babuschkin bei Moskau die E 77 05 und eine weitere E 77 bei Oberbaubelastungsfahrten auf einem Rundkurs. Laut einem offiziellen Dokument des Ministeriums für Transport der UdSSR waren 1962 noch die E 77 58 und 75 in Moskau-Babuschkin vorhanden.
1952/53 kehrten (ohne die E 77 05, 58 und 75) 38 Lokomotiven in den Bestand der DR zurück. Davon wurden nach 1955 nur die zehn Lokomotiven E 77 03, 10, 14, 15, 18, 24, 25, 30, 52 und 53 aufgearbeitet. Die übrigen wurden erst in den 1960er Jahren zerlegt. Als genügend elektrische Neubaulokomotiven zur Verfügung standen, wurden die E 77 ausgemustert und bis auf die E 77 10 bis Ende 1966 zerlegt.
Die E 77 10 diente noch ein paar Jahre als Transformatorenstation für die Versorgung der Weichenheizung im Bahnhof Halle (Saale) Hbf und wurde dann im Bahnbetriebswerk Dresden-Friedrichstadt und im Eisenbahnmuseum Bw Dresden-Altstadt als betriebsfähige Museumslokomotive stationiert, wobei sie weitgehend in ihren Ursprungszustand versetzt wurde. Ihren Platz als Weichenheizungstransformatorstation übernahm 1970 die E 95 02, bis sie ebenfalls als allerdings nicht betriebsfähiges Museumsexemplar aufgearbeitet wurde. Mit der Wiederinbetriebnahme im August 1979 erhielt die E 77 10 die EDV-gerechte Betriebsnummer 204 710, die allerdings am Kasten nicht angeschrieben wurde. Sie durchlief nach 2013 eine Hauptuntersuchung und wurde damit wieder  betriebsfähig .

## Technische Beschreibung

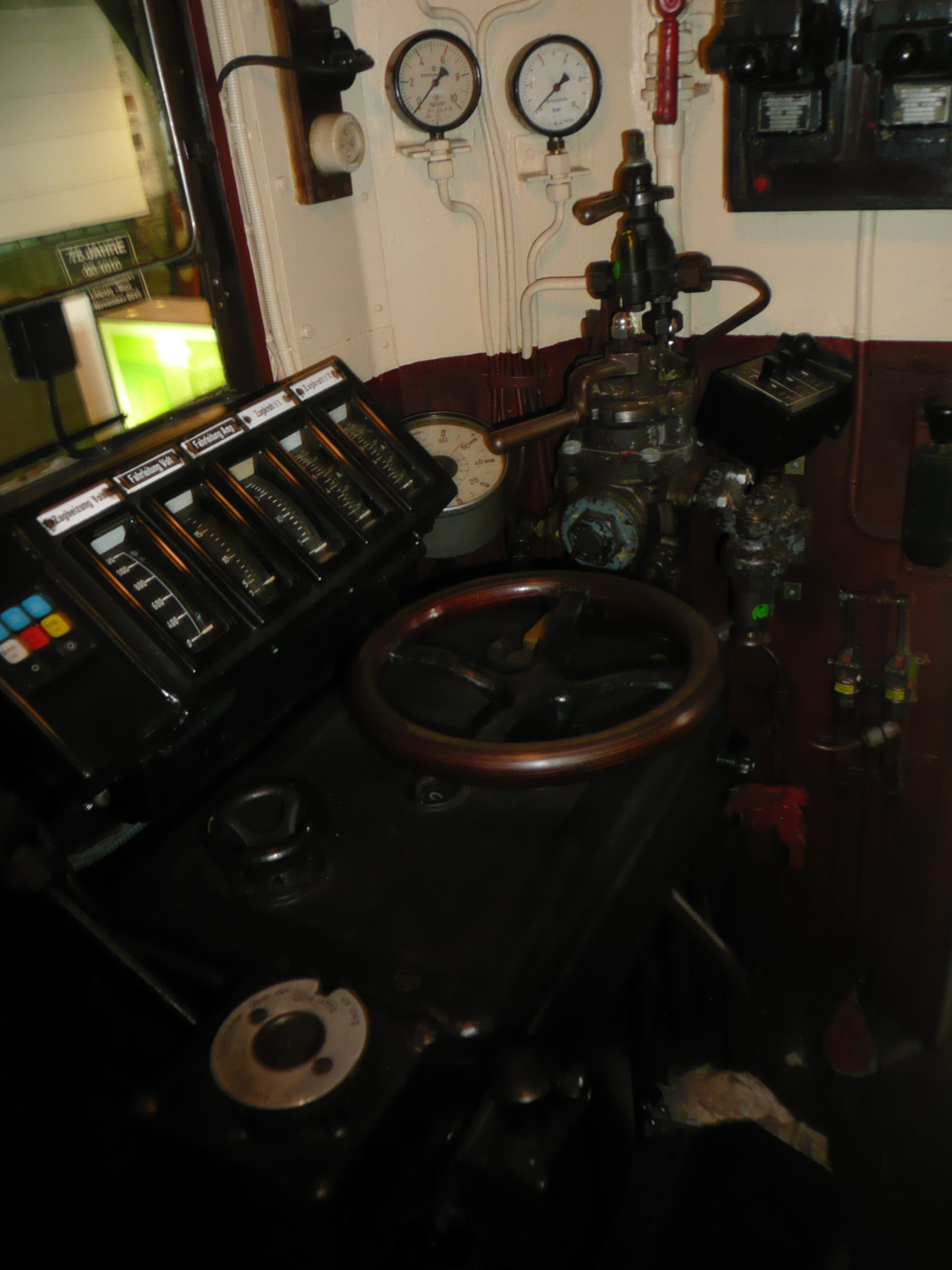
Blick auf den Führerstand der museal aufgearbeiteten E 77 10

Der Grundaufbau der Lokomotive entspricht der Reihe E 91. Es ist eine dreiteilige Gelenklokomotive, der Mittelteil verbindet die beiden baugleichen Triebgestelle, die auf je einer Lauf- und zwei Kuppelachsen laufen. Jeder der drei Rahmenteile trägt ein Kastensegment. Sie sind durch Faltenbälge verbunden. Der ölgekühlte Haupttransformator steht auf dem mittleren Brückenrahmen. Auf den Dächern der Endteile befindet sich je ein Stromabnehmer vom Typ SBS 10 mit je einer Schleifleiste. In beiden Endteilen gibt es je einen Endführerstand. Die bayerischen Lokomotiven wurden mit Anschlüssen für die elektrische Zugheizung geliefert, die preußischen waren dafür vorbereitet. Bis auf die erste Serie preußischer Lokomotiven (EG 701–713, spätere E 77 51 bis 63) waren alle Maschinen ursprünglich mit Stirnwandtüren und offenen Übergängen versehen. Bei der Wiederaufarbeitung im Raw Dessau nach der Rückkehr aus der Sowjetunion wurden sie verschlossen. Die ursprünglich bayerische E 77 10 erhielt die Stirnwandübergänge bei der Herrichtung als betriebsfähige Museumslokomotive jedoch wieder.
Die Laufachsen waren anfangs fest im Rahmen gelagert. Später wurden sie seitenverschiebbar mit Federrückstellung, damit änderte sich die Achsfolge von (1B)(B1) in (1’B)(B1’). Auch nach dem Umbau war man mit der Laufruhe der Fahrzeuge noch nicht zufrieden. Auch der Einbau von Querkupplungen zwischen den Triebgestellen brachte nicht die erhoffte Laufruhe, sie brachen häufig. Der Winterthur-Schrägstangenantrieb wurde gegenüber der E 91 verkürzt. Das Drehmoment wird über ein gefedertes Motorritzel auf das Großrad der Blindwelle übertragen.
Der Haupttransformator ist ölgekühlt, seine Primär- und Sekundärwicklungen sind elektrisch getrennt. Er besitzt 16 Anzapfungen für die Fahrstufen und zwei für die elektrische Heizung. Die Lokomotive wird über eine elektropneumatische Schützensteuerung mit 15 Fahrstufen gesteuert. Die Fahrtrichtungsänderung wird ebenfalls durch eine Schützensteuerung vorgenommen. Ein schadhafter Motor konnte durch einen besonderen Steuerstromschalter abschaltbar geschaltet werden. Die Lokomotive besitzt zwei zwanzigpolige Fahrmotoren, die einen Durchmesser am Ständer von 2100 Millimetern aufweisen. Sie haben eine Masse von zwölf Tonnen und eine Nenndrehzahl von 626 min−1.